# Pierre-Jules Hetzel

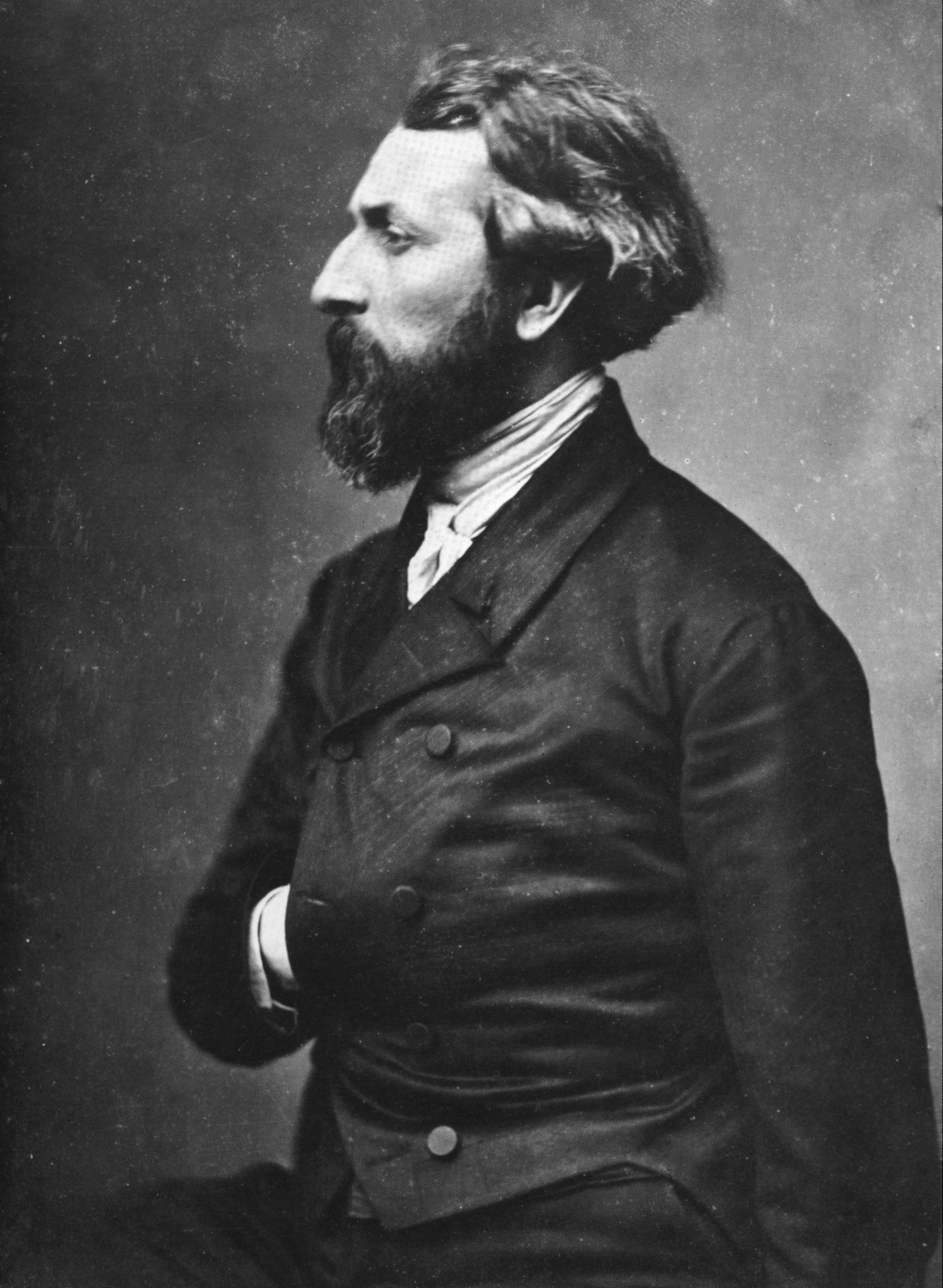
Pierre-Jules Hetzel fotograferad av Félix Nadar.

Pierre-Jules Hetzel, född 15 januari 1814 i Chartres, död 17 mars 1886 i Monte Carlo, var en fransk bokförläggare och författare.
Hetzel var efter februarirevolutionen 1848 kabinettschef i två ministerier, senare exekutiva maktens generalsekreterare. Han landsförvisades 1851 och återvände 1859, grundade en bokaffär för ungdomslitteratur och började utge Magasin d'éducation et de récréation. Tidigt märkte han Jules Vernes talang och gav denne anställning i sitt företag. Under pseudonymen P. J. Stahl utgav Hetzel en mängd böcker, spirituellt och smålustigt skrivna, bland annat Le diable à Paris (1842), Voyage où il nous plaira (1842–1843, tillsammans med Alfred de Musset).
Hetzel gav ut verk av Honoré de Balzac, Victor Hugo och Émile Zola, men mest känd blev han för sitt långvariga samarbete (1863–1886) med Jules Verne.
Hans Voyage de Mademoiselle Lili autour du monde finns översatt till svenska som Lallas resa av (pseudonymen?) Laura Liedholm.